# Harehills
Harehills – dzielnica w Anglii, w West Yorkshire, w dystrykcie metropolitalnym Leeds. W 2001 dzielnica liczyła 21052 mieszkańców.